# Auratsberg
Auratsberg ist eine Ortschaft und eine Katastralgemeinde der Gemeinde Marbach an der Donau im Bezirk Melk in Niederösterreich. Die Ortschaft hat 215 Einwohner (Stand 1. Jänner 2024). Bis Ende 1970 war Auratsberg eine eigenständige Gemeinde.

## Geografie
Das Dorf liegt am linken Ufer hoch über der Donau und ist von der Landesstraße L83 über Nebenstraßen erreichbar. Zur Katastralgemeinde zählen auch die Rotten Steinbach und Zinn sowie die Winklermühle und auch die weiter westlich liegende Ortschaft Kracking.

## Geschichte
Im Jahr 1822 wurde der Ort als Dorf mit 28 Häusern genannt, das nach Gottsdorf eingepfarrt war und die Kinder in Marbach an der Donau eingeschult wurden. Die Herrschaft Persenbeug besaß die Ortsobrigkeit, übte die Landgerichtsbarkeit aus und besorgte die Konskription. Die Untertanen und Grundholde des Ortes gehörten den Herrschaften Weinzierl und Persenbeug.
Ende des 19. Jahrhunderts soll bei Auratsberg Graphit abgebaut worden sein, wobei die wesentlich bedeutsameren Lagerstätten jedoch bei Steinbach erschlossen wurden.
Laut Adressbuch von Österreich waren im Jahr 1938 in der Ortsgemeinde Auratsberg ein Drechsler, ein Gastwirt, eine Mühle und drei Sägewerke ansässig.
Mit 1. Jänner 1971 wurden im Zuge der Niederösterreichischen Kommunalstrukturverbesserung die bis dahin selbständigen Gemeinden Auratsberg und Krumnußbaum an der Donauuferbahn nach Marbach an der Donau eingemeindet.